# Marmara (ostrov)
Marmara (turecky Marmara Adası, řecky Προκόννησος – Prokonnésos) je turecký ostrov v západní části Marmarského moře, nedaleko Dardanel. Ostrov patří do okresu Marmara v provincii Balıkesir. S rozlohou 117,8 km² je to největší ostrov v Marmarském moři a druhý největší ostrov Turecka po Gökçeadě (v antice Imbros). Nejvyšší horou je Marmara v jihozápadní části ostrova, vysoká 704 metry. Ostrov je dostupný lodí z přístavů Tekirdağ, Istanbul nebo Erdek. Jižně od něj se nachází několik menších ostrovů (Avşa, Paşalimanı aj.), nejbližší pevninou je poloostrov Erdek 9 km jihovýchodně.

## Etymologie
Ve starověku byl ostrov nazýván Proikonesos (Προικόνησος) nebo Prokonnesos (Προκόννησος), v latině Proconnesus. Moderní jméno „Marmara“ je odvozeno z řeckého μάρμαρον (marmaron) a od μάρμαρος (mármaros), „krystalická hornina“, „zářící kámen“,, protože ostrov proslul jako naleziště bílého mramoru.
Římskokatolická církev vede ostrov jako titulární arcibiskupství Proconnesus. Ekumenický patriarchát v Konstantinopoli propůjčuje titul Metropolita z Prikonisu (Μητροπολίτης Προικονήσου).

## Historie
Ostrov byl ve starověku kolonizován Ionskými Řeky, přibližně v 8. století před Kristem. Strabón vypráví příběh, že kolonie byla na Prokonnésos poslána Miléťany, současně se založením měst Priapos (nyní Karabiga) a Abydos.
V 6. století před naším letopočtem je známý řecký tyran Metrodorus, který vládl ostrovu jako vazal Peršanů.
V době Strabóna (přelom letopočtu) bylo na ostrově starobylé moderní město a velké kamenolomy na bílý mramor. 

Od vlády císaře Konstantina ve 4. století byl ostrov populární rezidencí byzantské aristokracie. Za vlády Justiniánů byl na ostrově postaven císařský palác.

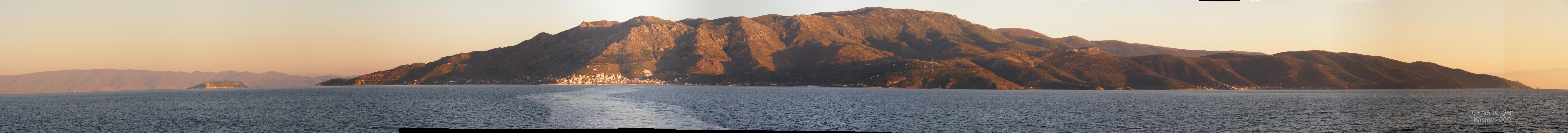
Panoráma ostrova

Až do první světové války byla populace ostrova téměř výhradně řecká; po válce byla na základě Lausannské mírové smlouvy z roku 1923 provedena výměna obyvatelstva mezi Řeckem a Tureckem a všichni Řekové byli nuceni opustit svou rodnou zemi a buď odešli do Řecka, nebo emigrovali do jiných zemí.

## Těžba mramoru
Ostrov byl známý již ve starověku těžbou bílého mramoru, který byl používán v mnoha městech Malé Asie. Zejména v časných byzantských dobách byl tento mramor rozšířen po celém Středomoří. Starobylé kamenolomy poblíž přístavního města Saraylar jsou dodnes zachovány a od osmanské éry se opět provozují. Podle výsledků  výzkumu odtamtud pochází i mramor Pergamonského oltáře. Těžba mramoru je stále hlavním předmětem podnikání ostrova. Pěstují se také olivy a víno. Na ostrově se dodnes zachovaly některé staré řecké vesnice. K dispozici je malé muzeum pod širým nebem, které vystavuje zejména polotovary z mramoru.

## Osobnosti
Hérodotos zmiňuje Aristea z Prokonnésu, řeckého básníka, který na ostrově žil.